# 延茂

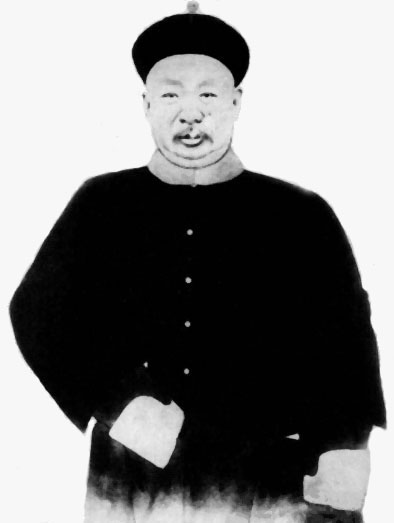
延茂

延茂（1843年—1900年），字松儼、松岩，杜氏，内务府汉军正白旗人，諡忠恪。清朝官員，进士出身。

## 生平
同治二年（1863年）癸亥恩科進士，銓選禮部主事。光緒八年（1882年），歷遷至鴻臚寺少卿。曾向清廷上言八旗官學廢弛，請變通章程。其後，再遷內閣侍讀學士。
光緒十三年（1887年），任奉天府府丞兼学政。光緒十七年（1891年），入爲大理寺少卿。光緒二十四年（1898年），由駐藏辦事大臣擢吉林將軍。光緒二十五年（1899年），徵還。光緒二十六年（1900年），授黑龍江將軍。時值義和團運動爆發，延茂留京未行。八國聯軍進攻北京時，延茂與弟延芝鎮守安定門。七月，聯軍攻陷北京城後，闔室自焚而死。清廷追贈太子少保，諡忠恪，入祀昭忠祠。延茂之妻李氏，兄弟之妻唐氏、董氏、李氏、李氏、陳氏、及姪女四人，皆獲旌揚，以彰貞節。《清史稿：列傳二百五十五》卷468有传。
在奉天府府丞兼学政任上，为盛京萃升書院筹款赴江南买书，编并序《萃升書院藏書總目》（盛京将军裕禄跋，1891）。
曾与镶白旗蒙古、同治十三年（1874年）甲戌科进士延清、内务府镶黄旗汉军崇仲蟾（楊佳氏崇光，其父进士宜振）、李钟豫（字毓如，别号了然，编写京剧剧本《龙马姻缘》又名《南安关》）等人组织“七曲诗社”，相互酬唱。与内务府镶黄旗汉军进士貴賢為宜泉的《春柳堂詩稿》（光緖十五年（1889）己丑刊本，系當代紅學有爭論的文本）作序（内务府镶黄旗满洲进士濟中作跋）。其诗歌录入正蓝旗汉军进士胡俊章辑《春明诗课汇选》。
府第宅在京师旃檀寺五龍亭（据杨钟羲《雪橋詩話余集》卷8）。旃檀寺即弘仁寺 (北京西安门)，寺有旃檀佛像，东为仁寿寺 (北京西安门)，后有北海阐福寺西夹道（据朱一新，繆荃孫，《京師坊巷志》，劉氏求恕齋刊本，1918；又参见《京师五城坊巷胡同集》）。

## 家庭
- 胞弟延芝，七品司庫，殉难于庚子之亂。妻唐氏、董氏、李氏、李氏、陳氏，皆殉难。
- 妻李氏，殉难。
- 子肇鴻，员外郎。